# Thelyphonus sepiaris
Espèce
Synonymes
- Thelyphonus nigrescens Butler, 1873
- Thelyphonus indicus Stoliczka, 1873
- Thelyphonus beddomei Stoliczka, 1873
- Thelyphonus muricola Pocock, 1899
- Thelyphonus cristatus Pocock, 1900

Thelyphonus sepiaris est une espèce d'uropyges de la famille des Thelyphonidae.

## Distribution
Cette espèce se rencontre en Inde et au Sri Lanka.

## Publication originale
- Butler, 1873 : Description of several new species of Thelyphonus. Cistula Entomologica, vol. 1, p. 129-132 (texte intégral).